# Kamen Rider
Kamen Rider (仮面ライダーシリーズ|仮面ライダーシリーズ, Kamen Raidā Shirīzu, lit. "sèrie del motorista emmascarat"), és una franquícia japonesa formada per programes de televisió, pel·lícules i mangues de tokusatsu, creada per l'artista de manga Shotaro Ishinomori. A les diferents sèries de Kamen Rider generalment apareix un superheroi que condueix una moto amb un motiu d'insectes que lluita contra els supermalvats, sovint coneguts com a kaijin (怪人, lit. gent misteriosa)
La franquícia va començar el 1971 amb la sèrie de televisió Kamen Rider, que seguia l'estudiant universitari Takeshi Hongo i la seva recerca per derrotar l'organització Shocker que havia conquerit el món. La sèrie original va generar seqüeles de televisió i pel·lícules i va provocar el segon boom Kaiju (també conegut com a boom Henshin) a la televisió japonesa durant la dècada de 1970, influint els gèneres de superherois i d'acció i aventura al Japó.
El manga ha estat editat en català per l'editorial Ooso Comics, el primer volum del qual va sortir a la venda el 20 de maig de 2021.

## Resum de la sèrie
La franquícia Kamen Rider gira principalment al voltant del Kamen Rider, un justicier poderós que s'assembla principalment a una llagosta i va en motocicleta, i la seva guerra unipersonal contra una força malèvola cada cop més gran, normalment una organització terrorista decidida a dominar el món. Un tema habitual de la franquícia és que el poder del motorista es deriva de la mateixa font i tecnologia utilitzada per forces malèvoles, formant així un dilema moral perquè els protagonistes utilitzin aquest poder per lluitar contra el mal.
De manera semblant a la seva contrapart, cada sèrie se centra en un genet diferent, un nou conjunt de personatges i una història diferent ambientada en el seu propi univers, tot i que hi ha hagut múltiples casos de personatges anteriors de sèries anteriors de Kamen Rider que s'han creuat per fer equip contra un enemic comú.

## Argument
En Takeshi Hongo, pilot de motos professional, és segrestat per la malvada organització Shocker. Aquesta organització tria candidats per un físic i intel·lecte elevats i els converteix en poderosos i servils cíborgs. Durant el procés de transformació i just abans de la rentada de cervell, les instal·lacions es queden sense energia a causa d'un raig. Un científic, penedit, ajuda en Hongo a escapar. L'organització Shocker els persegueix utilitzant a una sèrie de monstres. En Takeshi Hongo a causa de la seva transformació incompleta pot convertir-se en l'intrèpid Kamen Rider, i jura lluitar contra la malvada organització.

## Manga
El primer manga de la sèrie, Kamen Rider, va ser dibuixat per Shotaro Ishinomori, considerat l'"origen" de tota la sèrie Kamen Rider. Es va publicar a la revista Weekly Shonen Magazine. El manga ha estat editat en català per l'editorial Ooso Comics.
| Volum | Data de publicació en català | ISBN                    |
| ----- | ---------------------------- | ----------------------- |
| 01    | 21 de maig de 2021           | ISBN 978-84-12-1769-1-9 |
| 02    | 20 de setembre de 2021       | ISBN 978-84-1217-693-3  |
| 03    | 20 de desembre de 2021       | ISBN 978-84-1217-695-7  |

## Anime
Tot seguit es desglossen les temporades televisives que ha tingut la sèrie. A l'apartat de temàtica es desglossen breument tant la inspiració dels vestits dels Riders com altres temàtiques que dominen la trama de cada temporada d'una forma o altra. A l'apartat de Riders es desglossen els noms dels Riders protagonistes aquesta temporada, excloent-se'n específicament personatges secundaris sense desenvolupament destacable en la trama o personatges que només apareixen en possibles pel·lícules associades però no en la sèrie televisiva. Per abreujar, a més, ja que gairebé tots els noms de Riders comencen per "Kamen Rider" seguit d'un sufix, s'inclou només el sufix del nom, per exemple, per a "Kamen Rider Ichigo" s'hi inclou només "Ichigo", i per a "Kamen Rider Kiva" només s'hi inclou "Kiva".
| Temporada                | Temporada                                                                         | Emissió       | Temàtica                                                        | Riders                                                                                             |
| Període Shōwa            | Període Shōwa                                                                     | Període Shōwa | Període Shōwa                                                   | Període Shōwa                                                                                      |
| ------------------------ | --------------------------------------------------------------------------------- | ------------- | --------------------------------------------------------------- | -------------------------------------------------------------------------------------------------- |
| 1                        | Kamen Rider (仮面ライダー, Kamen Raidā)                                           | 1971-1973     | Ciborgs i saltamartins                                          | Ichigo i Nigo                                                                                      |
| 2                        | Kamen Rider V3 (仮面ライダーV3, Kamen Raidā Buisurī)                              | 1973-1974     | Ciborgs i saltamartins                                          | V3 y Riderman                                                                                      |
| 3                        | Kamen Rider X (仮面ライダーX, Kamen Raidā Ekkusu)                                 | 1974          | Mitologia grega i saltamartins                                  | X                                                                                                  |
| 4                        | Kamen Rider Amazon (仮面ライダーアマゾン, Kamen Raidā Amazon)                     | 1974-1975     | Tribus amazòniques i dragó de Komodo                            | Amazon                                                                                             |
| 5                        | Kamen Rider Stronger (仮面ライダーストロンガー, Kamen Raidā Sutorongā)            | 1975          | Electricitat i insectes                                         | Stronger                                                                                           |
| 6                        | Kamen Rider (Skyrider) (仮面ライダー（スカイライダー）, Kamen Raidā (Sukairaidā)) | 1979-1980     | Ciborgs i saltamartins                                          | Skyrider                                                                                           |
| 7                        | Kamen Rider Super-1 (仮面ライダースーパー1, Kamen Raidā Sūpā Wan)                 | 1980-1981     | Ciborgs                                                         | Super-1                                                                                            |
| 8                        | Kamen Rider Black (仮面ライダーBLACK, Kamen Raidā Burakku)                        | 1987-1988     | Ciborgs i saltamartins                                          | Black i Shadow Moon                                                                                |
| 9                        | Kamen Rider Black RX (仮面ライダーBLACK RX, Kamen Raidā Burakku Aru Ekkusu)       | 1988-1989     | Ciborgs i saltamartins                                          | Black RX i Shadow Moon                                                                             |
| Període Heisei (1a part) |                                                                                   |               |                                                                 | |
| 10                       | Kamen Rider Kūga (仮面ライダークウガ, Kamen Raidā Kūga)                           | 2000-2001     | Policies i saltamartins                                         | Kūga                                                                                               |
| 11                       | Kamen Rider Agito (仮面ライダーアギト, Kamen Raidā Agito)                         | 2001-2002     | Policies, poders sensorials i insectes                          | Agito, G3, Gills i Another Agito                                                                   |
| 12                       | Kamen Rider Ryūki (仮面ライダー龍騎, Kamen Raidā Ryūki)                           | 2002-2003     | Miralls, cartes i realitats alternatives                        | Ryūki, Knight, Scissors, Zolda, Raia, Gai, Ouja, Tiger, Imperer, Femme, Ryuga, Verde i Odin        |
| 13                       | Kamen Rider 555 (仮面ライダー555, Kamen Raidā Faizu)                              | 2003-2004     | Monstres i lletres gregues                                      | Faiz, Kaixa, Delta i Psyga                                                                         |
| 14                       | Kamen Rider Blade (仮面ライダー剣（ブレイド）, Kamen Raidā Bureido)               | 2004-2005     | Jocs de cartes i monstres                                       | Blade, Garren, Chalice i Leangle                                                                   |
| 15                       | Kamen Rider Hibiki (仮面ライダー響鬼（ヒビキ）, Kamen Raidā Hibiki)               | 2005-2006     | El so i la música                                               | Hibiki, Ibuki, Todoroki, Zanki, Danki, Sabaki, Eiki i Shuki                                        |
| 16                       | Kamen Rider Kabuto (仮面ライダーカブト, Kamen Raidā Kabuto)                       | 2006-2007     | Insectes i extraterrestres                                      | Kabuto, Gattack, Drake, Sasword, TheBee, KickHopper, PunchHopper i Dark Kabuto                     |
| 17                       | Kamen Rider Den-O (仮面ライダー電王, Kamen Raidā Den'ō)                           | 2007-2008     | Trens, viatges en el temps, genis i possessions                 | Den-O, Zeronos i New Den-O                                                                         |
| 18                       | Kamen Rider Kiva (仮面ライダーキバ, Kamen Raidā Kiba)                             | 2008-2009     | Monstres clàssics, violins i peces d'escacs                     | Kiva, Ixa, Saga i Dark Kiva                                                                        |
| 19                       | Kamen Rider Decade (仮面ライダーディケイド, Kamen Raidā Dikeido)                  | 2009          | Mons paral·lels, cartes, fotografies i Riders Heisei del passat | Decade i Diend                                                                                     |
| Període Heisei (2a part) |                                                                                   |               |                                                                 | |
| 20                       | Kamen Rider W (仮面ライダーW（ダブル）, Kamen Raidā Daburu)                       | 2009-2010     | Detectius, memòries USB i cossos compartits                     | W i Accel                                                                                          |
| 21                       | Kamen Rider OOO (仮面ライダーOOO(オーズ), Kamen Raidā Ōzu)                        | 2010-2011     | Medalles i cobdícia                                             | OOO, Birth i Proto-Birth                                                                           |
| 22                       | Kamen Rider Fourze (仮面ライダーフォーゼ, Kamen Raidā Fōze)                       | 2011-2012     | Estudiants de secundària, polsadors, l'espai i el zodíac        | Fourze i Meteor                                                                                    |
| 23                       | Kamen Rider Wizard (仮面ライダーウィザード, Kamen Raidā Uizādo)                   | 2012-2013     | Mags, anells màgics i esperança                                 | Wizard, Beast, Mage i Wiseman                                                                      |
| 24                       | Kamen Rider Gaim (仮面ライダーガイム, Kamen Raidā Gaimu)                          | 2013-2014     | Armadures, cadenats, fruites, refrescs, bandes juvenils i ball  | Gaim, Baron, Zangetsu, Ryugen, Kurokage, Gridon, Bravo, Sigurd, Marika, Knuckle, Duke i Jam        |
| 25                       | Kamen Rider Drive (仮面ライダードライブ, Kamen Raidā Doraibu)                     | 2014-2015     | Policies i automòbils                                           | Drive, Mach, Protodrive, Chaser i Gold Drive                                                       |
| 26                       | Kamen Rider Ghost (仮面ライダーゴースト, Kamen Raidā Gōsuto)                      | 2015-2016     | Fantasmes i personatges històrics                               | Ghost, Specter, Necrom, Dark Necrom (Pink) i Dark Ghost                                            |
| 27                       | Kamen Rider Ex-Aid (仮面ライダーエグゼイド, Kamen Raidā Eguzeido)                 | 2016-2017     | Metges i videojocs                                              | Ex-Aid, Brave, Snipe, Lazer, Poppy, Genm, Para-DX i Cronus                                         |
| 28                       | Kamen Rider Build (仮面ライダービルド, Kamen Raidā Birudo)                        | 2017-2018     | Ciència i ampolles                                              | Build, Cross-Z, Grease, Rogue, Mad Rogue i Evol                                                    |
| 29                       | Kamen Rider Zi-O (仮面ライダージオウ, Kamen Raidā Jiō)                            | 2018-2019     | Viatges en el temps, rellotges i Riders Heisei del passat       | Zi-O, Geiz, Woz, Tsukuyomi i Ōma Zi-O                                                              |
| Període Reiwa            |                                                                                   |               |                                                                 | |
| 30                       | Kamen Rider Zero-One (仮面ライダーゼロワン, Kamen Raidā Zerowan)                  | 2019-2020     | Intel·ligència artificial, androides i hackers                  | Zero-One, Vulcan, Valkyrie, Jin, Horobi, Ikazuchi, Thouser, Naki i Ark-Zero                        |
| 31                       | Kamen Rider Saber (仮面ライダーセイバー［聖刃］, Kamen Raidā Seibā)               | 2020-2021     | Llibres, històries i espases                                    | Saber, Blades, Espada, Kenzan, Buster, Slash, Saikō, Sabela, Durendal, Calibur, Falchion i Solomon |
| 32                       | Kamen Rider Revice (仮面ライダーリバイス, Kamen Raidā Ribaisu)                    | 2021-2022     | Dimonis, possessions, segells i contractes                      | Revi, Vice, Evil, Live, Demons, Jeanne, Vail, Destream, Over Demons i Aguilera                     |
| 33                       | Kamen Rider Geats (仮面ライダーギーツ, Kamen Raidā Gītsu)                         | 2022-2023     | Per determinar                                                  | Per determinar                                                                                     |